# Réal (Pyrénées-Orientales)
Réal (catalansk: Real) er en by og kommune i departementet Pyrénées-Orientales i Sydfrankrig.

## Geografi
Réal ligger i Capcir 94 km vest for Perpignan. Nærmeste byer er mod syd Formiguères (4 km) og mod nord Puyvalador (4 km).

## Demografi

### Udvikling i folketal
| 1962                                                              | 1968 | 1975 | 1982 | 1990 | 1999 | 2007 | 2012 | 2017 |
| ----------------------------------------------------------------- | ---- | ---- | ---- | ---- | ---- | ---- | ---- | ---- |
| 99                                                                | 71   | 53   | 44   | 25   | 31   | 42   | 61   | 66   |
| Tal fra og med 1962 er uden dobbelttælling (sans doubles comptes) |      |      |      |      |      |      |      |      |